# KFC Wezel Sport
Dernière mise à jour : 21 août 2023.
Le Koninklijke Football Club Wezel Sport (ou K. FC Wezel Sport) est un club belge de football localisé à Mol dans la Province d'Anvers. Ce club porte le matricule 844. Ses couleurs sont Rouge et Bleu.
Le club doit son nom  à l'arrêt d'activités de l'équipe « Premières » à la suite de la démarche effectuée en avril 2010, par les dirigeants du K. FC Racing Mol-Wezel. Ceux-ci se rapprochèrent du K. VSK United Overpelt-Lommel. Les patrons tombèrent d'accord pour une "fusion". 
Il n'y eut pas de "réelle fusion", car le matricule 844 poursuivit ses activités en vue de la saison 2010-2011. Sous le nom de K. FC Wezel Sport, il n'aligne que des équipes d'âge. À partir de la saison 2013-2014, le matricule 844 absorba le matricule 9552 (fondé trois ans plus tôt) sous le nom de Wezel Sport FC.

## Le club
Dès le début des années 1920, l'envie de jouer au football grandit auprès des travailleurs de l'usine "Vieille Montagne" de Balen. Un club fut fondé sous le nom de FC Vieille Montagne.
Après quelque temps, sous l'impulsion de son Président-Fondateur, Alphonse Mertens, le club s'affilia comme "club débutant" auprès de l'URBSFA. En décembre 1926, l'entité reçut le matricule 844. Elle joua au départ dans la Kempische Voetbalbond. Dépendant de la Fédération nationale, cette organisation organisa, entre 1924 et 1933, des compétitions pour les "clubs débutants". Dès 1927, le club dut changer d'appellation car les règlements de la Fédération n'acceptaient pas le terme "Vieille Montagne" (qui appartenaient à l'entreprise homonyme). Le club opta alors pour Wezel Sport. 
Devenu "club effectif" dès 1928, Wezel Sport joua une dizaine d'années sur un terrain jouxtant l'usine, puis en 1936 s'installa dans un nouveau stade situé dans la Balen-Neetlaan. Il resta sur ce site jusqu'en 2002.
Au terme de la saison 1936-1937, Wezel Sport accéda pour la première fois aux séries nationales. Dans la foulée, le club obtint une seconde promotion consécutive et monta en Division 1, équivalent alors au 2e niveau national.
Le matricule 844 resta neuf saisons en "nationale" puis fut relégué. Il remonta après une saison, soit dès 1950. Le club effectua un excellent travail de formation qui lui permet de disposer d'une génération talentueuse à la fin de la décennie. À la fin de la saison 1959-1960, K. Wezel Sport FC monta en Division 3 sous la conduite d'une entraîneur débutant, un certain Guy Thys.
Après neuf saisons de "D3", le club recula dans la hérarchie. Il quitta les séries nationales en 1972. K. Wezel Sport y revint en 1978, mais quatre saisons plus tard, il vécut deux relégations successives qui le renvoyèrent en 2e provinciale.
Le club Rouge et Bleu dut attendre 1992 pour revenir en P1 et la saison suivante, il fêta le titre provincial anversois s'ouvrant à nouveau les portes des séries nationales.
Le séjour durant encore... neuf saisons. Le club joua les premiers rôles manquant même le titre en 1997 à cause d'un partage (1-1) concédé contre le Witgoor Sport Dessel, lors de la dernière journée. Ensuite, le club faiblit et ce fut le retour en Provinciale.
Mais le matricule 844 voulut rester ambitieux. Son centre de formation inauguré en 1996 lui fournit plusieurs promesses d'avenir. En 2002, le K. Wezel Sport FC absorba un club voisin, le K Sport Vermaakt Mol (matricule 2053). Le matricule 844 changea son appellation en K. FC Racing Mol-Wezel et se choisit les couleurs Bleu, Blanc et Rouge (Wezel Sport jouait en Rouge et Bleu alors que SV Mol évoluait en Bleu et Blanc).
En 2004, le club revint en Promotion. Trois saisons plus tard, il remporta le titre et remonta en Division 3. Après trois saisons correctes, les dirigeants "jetèrent l'éponge" en se rapprochant du K. VSK Overpelt-Lommel (matricule 2554).
On ne peut pas parler de "fusion", puisque le matricule 844 surit aux accords et poursuit des activités sous le nom de K. FC Wezel Sport après s'être associé avec un club créé en 2010 sous l'appellation Wezel Sport FC et affilié à la fédération sous le « matricule 9552 ». En 2013, ce club gagne le droit de monter en 3e provinciale, via le tour final. 

## Palmarès
Le matricule 844 conquit trois titres en série nationales:
- Champion de Division 3: 1 (1938)
- Champion de Promotion: 2 (1960, 2006)

## Terrains
- 1921-1936 : Terrain à proximité de l'usine Vieille-Montagne à Balen.
- 1936-2002 : Balen-Neetlaan.
- 2002-2010 : stade Georges Claes (ancien Président du K. SV Mol) St-Carolusstraat à Mol (ancien stade du K. SV Mol).
- 2010 en football-... Après l'arrêt de l'équipe « Premières », les équipes de jeunes du désormais K. FC Wezel Sport jouent au Jeugdcomplex, Moresnetlaan à Mol.

## Résultats en séries nationales
Statistiques mises à jour le 9 décembre 2024 (terme de la saison 2023-2024)

### Bilan
| Niv | Divisions     | Jouées | Titres | TM Up | TM Down |
| --- | ------------- | ------ | ------ | ----- | ------- |
| I   | 1re nationale | 0      | 0      |       |         |
| II  | 2e nationale  | 1      | 0      |       |         |
| III | 3e nationale  | 22     | 1      | 1     |         |
| IV  | 4e nationale  | 28     | 2      | 5     |         |
| V   | 5e nationale  | 1      | 1      |       |         |
|     |               |        |        |       |         |
|     | TOTAUX        | 52     | 4      | 6     | 0       |

- TM Up : test-match pour départager des égalités, ou toutes formes de Barrages ou de Tour final pour une montée éventuelle.
- TM Down : test-match pour départager des égalités, ou toutes formes de Barrages ou de Tour final pour le maintien.

### Saisons
| Ordre               | Saison  | Nom du club               | Niveau                  | Classement final | Remarques                            |
| ------------------- | ------- | ------------------------- | ----------------------- | ---------------- | ------------------------------------ |
| 1                   | 1937-38 | Wezel Sport               | Promotion (D3) série A  | Champion         | Promu !                              |
| 2                   | 1938-39 | Wezel Sport               | Division 1 (D2) série B | 14e/14           | Relégué !                            |
|                     | 1939-40 | Compétitions interrompues |                         |                  |                                      |
|                     | 1939-40 | Compétitions régionales   |                         |                  |                                      |
| 3                   | 1941-42 | Wezel Sport               | Promotion (D3) série B  | 5e/11            |                                      |
| 4                   | 1942-43 | Wezel Sport               | Promotion (D3) série C  | 2e/15            |                                      |
| 5                   | 1943-44 | Wezel Sport               | Promotion (D3) série B  | 7e/16            |                                      |
|                     | 1944-45 | Compétitions interrompues |                         |                  |                                      |
| 6                   | 1945-46 | Wezel Sport               | Promotion (D3) série B  | 11e/19           |                                      |
| 7                   | 1946-47 | Wezel Sport               | Promotion (D3) série A  | 6e/18            |                                      |
| 8                   | 1947-48 | Wezel Sport               | Promotion (D3) série D  | 9e/16            |                                      |
| 9                   | 1948-49 | Wezel Sport               | Promotion (D3) série C  | 14e/16           | Relégué !                            |
| séries provinciales |         |                           |                         |                  |                                      |
| 10                  | 1950-51 | Wezel Sport               | Promotion (D3) série A  | 4e/16            |                                      |
| 11                  | 1951-52 | K. Wezel Sport FC         | Promotion (D3) série D  | 15e/16           | Relégué de Promotion en...Promotion. |
| 12                  | 1952-53 | K. Wezel Sport FC         | Promotion série C       | 4e/16            |                                      |
| 13                  | 1953-54 | K. Wezel Sport FC         | Promotion série B       | 3e/16            |                                      |
| 14                  | 1954-55 | K. Wezel Sport FC         | Promotion série A       | 7e/16            |                                      |
| 15                  | 1955-56 | K. Wezel Sport FC         | Promotion série B       | 3e/16            |                                      |
| 16                  | 1956-57 | K. Wezel Sport FC         | Promotion série A       | 6e/16            |                                      |
| 17                  | 1957-58 | K. Wezel Sport FC         | Promotion série C       | 7e/16            |                                      |
| 18                  | 1958-59 | K. Wezel Sport FC         | Promotion série C       | 13e/16           |                                      |
| 19                  | 1959-60 | K. Wezel Sport FC         | Promotion série B       | Champion         | Promu !                              |
| 20                  | 1960-61 | K. Wezel Sport FC         | Division 3 série B      | 11e/16           |                                      |
| 21                  | 1961-62 | K. Wezel Sport FC         | Division 3 série A      | 3e/16            |                                      |
| 22                  | 1962-63 | K. Wezel Sport FC         | Division 3 série B      | 3e/16            |                                      |
| 23                  | 1963-64 | K. Wezel Sport FC         | Division 3 série A      | 5e/16            |                                      |
| 24                  | 1964-65 | K. Wezel Sport FC         | Division 3 série B      | 5e/16            |                                      |
| 25                  | 1965-66 | K. Wezel Sport FC         | Division 3 série A      | 13e/16           |                                      |
| 26                  | 1966-67 | K. Wezel Sport FC         | Division 3 série B      | 6e/16            |                                      |
| 27                  | 1967-68 | K. Wezel Sport FC         | Division 3 série A      | 8e/16            |                                      |
| 28                  | 1968-69 | K. Wezel Sport FC         | Division 3 série A      | 15e/16           | Relégué !                            |
| 29                  | 1969-70 | K. Wezel Sport FC         | Promotion série B       | 12e/16           |                                      |
| 30                  | 1970-71 | K. Wezel Sport FC         | Promotion série C       | 5e/16            |                                      |
| 31                  | 1971-72 | K. Wezel Sport FC         | Promotion série C       | 14e/16           | Relégué !                            |
| séries provinciales |         |                           |                         |                  |                                      |
| 32                  | 1978-79 | K. Wezel Sport FC         | Promotion série A       | 9e/16            |                                      |
| 33                  | 1979-80 | K. Wezel Sport FC         | Promotion série C       | 9e/16            |                                      |
| 34                  | 1980-81 | K. Wezel Sport FC         | Promotion série B       | 11e/16           |                                      |
| 35                  | 1982-83 | K. Wezel Sport FC         | Promotion série D       | 14e/16           | Relégué !                            |
| séries provinciales |         |                           |                         |                  |                                      |
| 36                  | 1993-94 | K. Wezel Sport FC         | Promotion série C       | 2e/16            | Tour final.                          |
| 37                  | 1994-95 | K. Wezel Sport FC         | Promotion série C       | 4e/16            |                                      |
| 38                  | 1995-96 | K. Wezel Sport FC         | Promotion série C       | 4e/16            |                                      |
| 39                  | 1996-97 | K. Wezel Sport FC         | Promotion série C       | 2e/16            | Tour final.                          |
| 40                  | 1997-98 | K. Wezel Sport FC         | Promotion série C       | 10e/16           |                                      |
| 41                  | 1998-99 | K. Wezel Sport FC         | Promotion série C       | 2e/16            | Tour final.                          |
| 42                  | 99-2000 | K. Wezel Sport FC         | Promotion série C       | 10e/16           |                                      |
| 43                  | 2000-01 | K. Wezel Sport FC         | Promotion série C       | 10e/16           |                                      |
| 44                  | 2001-02 | K. Wezel Sport FC         | Promotion série C       | 14e/16           | Relégué !                            |
| séries provinciales |         |                           |                         |                  |                                      |
| 45                  | 2004-05 | K. FC Racing Mol-Wezel    | Promotion série C       | 3e/16            | Tour final.                          |
| 46                  | 2005-06 | K. FC Racing Mol-Wezel    | Promotion série C       | 5e/16            | Tour final.                          |
| 47                  | 2006-07 | K. FC Racing Mol-Wezel    | Promotion série C       | Champion         | Promu !                              |
| 48                  | 2007-08 | K. FC Racing Mol-Wezel    | Division 3 série B      | 6e/16            |                                      |
| 49                  | 2008-09 | K. FC Racing Mol-Wezel    | Division 3 série B      | 3e/16            | Tour final.                          |
| 50                  | 2009-10 | K. FC Racing Mol-Wezel    | Division 3 série B      | 9e/16            | "Arrêt" donc relégué.                |
| séries provinciales |         |                           |                         |                  |                                      |
| 51                  | 2022-23 | KFC Wezel Sport           | Division 3 VV série B   | 1er/16           | Champion et promu !                  |
| 52                  | 2023-24 | KFC Wezel Sport           | Division 2 VV série B   | 13e/18           |                                      |
| 53                  | 2024-25 | KFC Wezel Sport           | Division 2 VV série B   | ... /16          |                                      |